# Tervings
Els Tervings o Teruingi van ser un dels pobles gots. Als segles iii i iv van ocupar la plana oest dels rius Dnièster i Danubi. Tenien una estreta relació amb els greutungs, un altre poble got que es va situar a l'est del Dnièster també cap a finals de l'Imperi Romà o començaments de l'Imperi Romà d'Orient.

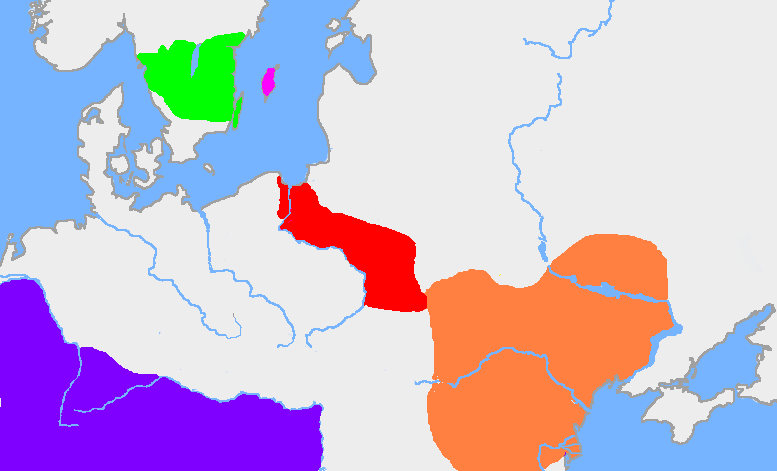
territori tradicional de Götaland
l'illa de Gotland
Cultura de Wielbark, principis de
Cultura Chernyakhov, principis de s.IV
Imperi Romà

## Etimologia
La paraula "tervings" podria significar "gent dels boscos". Aquesta teoria ve recolzada pel fet que sovint s'empraven expressions geogràfiques o topònims per identificar les persones que van habitar al nord de la mar Negra abans i després dels assentaments dels gots en aquella zona. També en suport d'aquesta teoria està el fer de donar-se noms propis de persona entre els tervings els quals fan esment a lloc i, a més, per la manca de proves de l'existència de les paraules tervings o greutungs abans de finals del segle iii. Es creu també que la paraula "tervings" podria tenir un origen protogermànic, escandinau.

## Història

### Orígens
Els tervings van aparèixer en la història com a poble amb identitat pròpia l'any 268 quan van envair l'Imperi Romà. Van ocupar les províncies romanes de Pannònia i Il·líria, i van ser una amenaça per a tota la península Itàlica. Això no obstant, els tervings van ser derrotats aquell estiu prop de l'actual frontera entre Itàlia i Eslovènia. Els supervivents es van desplaçar una mica cap al sud, però al setembre van tornar a ser derrotats a la batalla de Naïssus. Durant els tres anys següents van ser obligats a replegar-se cap a la riba del Danubi per una sèrie de campanyes militars ordenades pels emperadors Claudi II el Gòtic i Aurelià. Malgrat tot es van mantenir aferrats a la província de Dàcia, fins que Aurelià els va fer fora l'any 271.

### Primeres notícies
L'any 291 és quan per primera vegada es comencen a trobar escrits que fan distincions entre els diferents grups de pobles gots, entre ells els tervings. El primer esment és en una lloança adreçada a l'emperador Maximià (285–305), escrita als voltants del 291 probablement feta a Trier el 20 d'abril del 292 i tradicionalment atribudat a Claudi Mamercí. El text diu que els "Tervingi pars alia Gothorum" («els tervings, una altra divisió dels gots»), s'havien ajuntat amb els taifals per atacar els vàndals i els Gèpides. El terme "vàndals" podria ser una confusió amb "victohali" perquè, segons una narració de l'any 360 de l'historiador Eutropi, Dàcia estava en aquell moment (nunc) habitada pels taifali, victohali i els thervingi (taifals, victohals i tervings).

### L'Imperi Romà contra els gots (367–369)
El 367, l'emperador romà Valent va atacar els tervings del nord del Danubi, però no va poder-los atacar directament, ja que el gruix dels gots es van amagar als Montes Serrorum (expressió que probablement vulgui dir el sud dels Carpats). Ammià Marcel·lí diu que l'emperador no podia trobar algú amb qui lluitar (nullum inveniret quem superare poterat vel terrere) i d'això van deduir que havien fugit, presos pel pànic cap a les muntanyes (omnes formidine perciti... montes petivere Serrorum). Durant l'any següent les crescudes del riu Danubi van impossibilitar que els romans travessessin el riu. El 369 l'emperador Valent va penetrar en territori got i va guanyar un seguit d'enfrontaments contra els greutungs (i probablement també contra els tervings). Després d'això es va acordar una pau.

### Campanya contra els gots (376–382)
Els tervings van romandre en les proximitats de Durostorum (l'actual Silistra a Bulgària) fins al 376, en què un dels seus cabdills, Fritigern, va demanar a l'emperador Valent permís per establir-se al sud del Danubi, buscant refugi dels huns. Però llavors va sobrevenir una epidèmia de fam a l'imperi romà i no se'ls van poder subministrar els aliments que se'ls havia promès. Es va arribar a intercanviar de carn per nens, és a dir, un gos a canvi d'un nen donat en esclavitud. La situació va desembocar en una revolta que va durar sis anys de saquejar pobles a la zona dels Balcans. L'emperador hi va morir i una bona part de l'exèrcit romà va ser destruït intentant aturar els saqueigs. La batalla d'Adrianòpolis (378) fou el moment decisiu de la guerra. Les forces romanes van ser massacrades, l'emperador Valent va ser greument ferit, fet que va constituir un cop for per a l'orgull dels romans que, finalment es van veure obligats a negociar amb ells i permetre'ls establir-se en territori imperial. Això, a la llarga, suposaria la caiguda de l'imperi.

## Informació arqueològica
La principal font d'informació arqueològica sobre els tervings i els seus veïns els greutungs és l'enclavament de Sîntana, que pertany a la zona d'estudi de la cultura Mureş-Chernyakhov.
La cultura Chernyakhov comprèn una àrea gran de l'est d'Europa, concretament la zona corresponent a l'actuals Ucraïna, Romania, Moldàvia i parts de Belarús. Es creu que aquesta cultura va ser el resultat d'una mescla de cultures i ètnies: gots, getes, tracis romanitzats, sàrmates i alguns eslaus. Entre els habitatges que s'han trobat en aquests assentaments n'hi que estan construïts a ran de terra, altres estan al subsòl i altres eren pisos. L'assentament més gran és el de Budesty i té 35 hectàries. La majoria de les poblacions estan sense fortificar.
Al cementiri de Sîntana de Mureş s'han trobat vestigis tant d'incineració com d'inhumació. En la zona de tombes (al nord de l'enclavament) també s'han trobat restes de ceràmica, pintes fetes d'os i eines de ferro, però gairebé no hi ha armes.

## Religió
Es desconeix com era la religió dels tervings, però el martirologi de Saba el Got i la traducció de la Biblia d'Úlfila donen algunes pistes. Tenien alguns dies i alguns mesos considerats sagrats. Les pràctiques del culte eren obligatòries. El cristianisme va ser introduït pels romans fets captius. El cabdill Fritigern, probablement com a gest d'acostament cap a l'emperador s'hi va convertir, però seguint la doctrina arriana. Però això no va estar ben acceptat per la majoria dels tervings, els quals van perseguir i expulsar els qui s'havien convertit al cristianisme, com testimonien les històries del martiri de Wereka i Batwin, i l'exili d'una minoria de tervings cristians cap a Mèsia en territori romà. Úlfila va traduir la bíblia al got durant el seu exili.

## Idioma
El seu idioma era una branca dels idiomes gòtics, una llengua extinta de la branca oriental de les llengües germàniques.

## Relació amb els visigots
Segons diu Herwig Wolfram, per la informació aportada pel llibre administratiu Notitia Dignitatum, quan es parla dels vesi, més endavant coneguts amb el nom de visigots estaven parlant dels "tervingis" pel que fa a l'època de 388–391. Hi ha altres autors que no estan d'acord amb aquesta interpretació del document, ni tampoc amb la identificació dels greutungs amb els ostrogots. Herwig Wolfram assenyala que a les fonts primàries s'empra indistintament els termes tervingis/greutunis o vesi/ostrogots però mai es barregen aquests dos parells de termes.La versió de l'historiador del segle vi, Jordanes, també coincideix amb la teoria que els tervings eren visigots i els greutungs ostrogots. Va identificar els reis visigots des d'Alaric I fins Alaric II com els hereus dels reis tervings del segle IV: Atanaric; i els reis ostrogots des de Teodoric el Gran fins Teodat com els hereus del rei greutung Hermenric. Aquesta interpretació tot i ser la més acceptada avui dia, no és una explicació considerada vàlida per tots els historiadors.
Herwig Wolfram arriba a la conclusió que els termes tervings i greutungs eren emprats per aquestes tribus per a identificar-se entre ells, però que aquesta terminologia va caure en desús quan els gots van ser desplaçats per les invasions dels huns. Per a confirmar aquesta idea, Wolfram cita a Zòsim quan fa referència a un grup de "scites" al nord del Danubi que eren nomenats els "greutungs" pels bàrbars del nord de l'Ister (l'antic nom del Danubi). Wolfram dedueix que aquest poble eren els tervings que no s'havien desplaçat amb l'arribada dels huns. A més, opina que els termes "vesi" i "ostrogots" eren emprats per aquells qui volien lloar-se de la seva ètnia davant d'altres. Per tant, els tervings s'haurien dit a si mateixos "vesi".
Les nomenclatures de greutungs i tervings va decaure poc després de l'any 400. En general les terminologies per a referir-se a subgrups dels gots van desaparèixer gradualment tal com s'anaven endinsant en territori de l'imperi.

## Dirigents tervings
- Atanaric (369–381)
- Rothesteus[27]
- Fritigern (c. 376–c. 380)